# Mehmed Celal Bey

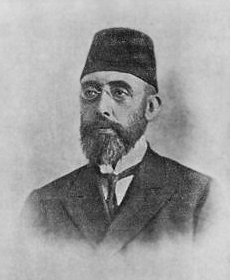
Mehmed Celal Bey

Mehmed Celal Bey (1863 - Istanboel, 11 februari 1926) was een ambtenaar tijdens de laatste jaren van het Ottomaanse Rijk. Hij was gouverneur in de provincies Erzurum, Konya en Adana.
Onder de minister van Binnenlandse Zaken en latere dictator Talaat Pasja was Celal Bey bestuurder in Konya. In die provincie moest hij de geplande deportatie van de Armeense burgerbevolking mee organiseren. Volgens latere verklaringen had hij toen niet begrepen dat het om een uitroeiing ging. Niettemin heeft hij de deportatie niet uitgevoerd.   
In de lente van 1915 arriveerden konvooien Armeniërs uit andere provincies in Koyna. De centrale regering stelde geen middelen ter beschikking voor hun onderhoud. Celal Bey weigerde de opgelegde registratie en negeerde de instructie om de mensen verder zuidwaarts te sturen. Hij zocht verblijfadressen en stuurde honderden van hen naar veiliger provincies, zoals İzmir. Hij kreeg daarbij hulp van de Anatolische Soefi-ordes (de dansende derwisjen).  Voor dat intern verzet werd hij door de regering afgezet.
Mehmed Celal Bey is daarmee een zeldzaam voorbeeld van een Turkse autoriteit die zich tegen de Armeense Genocide verzet heeft. In 1919 deed hij zijn verhaal in de liberale krant Vakit maar dat kreeg weinig aandacht. In 1920 heeft hij zich als gouverneur van de provincie Adana nog verzet tegen de Fransen die in de Turkse Onafhankelijkheidsoorlog tussenbeide kwamen. 